# Dokter Tinus
Dokter Tinus is een Nederlandse televisieserie, die liep van 2012 tot en met 2017.
Dokter Tinus is een Nederlandse bewerking van de Britse serie Doc Martin en gaat over een plattelandsdokter in Wourkem. Op 29 augustus 2012 zond SBS6 de eerste aflevering uit. Woudrichem (Brabants: Woerkum) figureert als standplaats voor de serie. Op 26 januari 2018 maakte SBS bekend wegens tegenvallende kijkcijfers geen nieuw seizoen meer te zullen bestellen.

## Verhaal
Dokter Martinus Elsenbosch is een succesvol vaatchirurg in Amsterdam. Op een dag moet hij een vrouw opereren en maakt hij een beginnersfout: hij realiseert zich dat het om een mens gaat. Vanaf dat moment kampt hij met een fobie voor bloed of futiel bloedprobleem, zoals hij het zelf noemt. Hij besluit te verhuizen naar het landelijke Woerkum om daar een praktijk over te nemen van de geliefde huisarts in het dorp. Dit wordt hem niet bepaald makkelijk gemaakt door de inwoners en het kost hem veel moeite om een plaats te veroveren in de hechte gemeenschap. Dokter Tinus wordt geassisteerd door Kim Franken, een recalcitrant meisje, dat de hele dag aan de telefoon hangt met Patrick (haar mysterieuze vriendje dat pas in de laatste aflevering van seizoen 1 even te zien is). Wanneer dokter Tinus Kim ontslaat in aflevering 2, krijgt hij het hele dorp over zich heen, dus besluit hij om haar maar weer in dienst te nemen.
Dokter Tinus is erg bot en heeft weinig empathisch vermogen. Hij heeft geen vrienden in Woerkum. Hij wordt door de mensen vaak voor koekert uitgemaakt (een scheldwoord in het Woerkums, dat sukkel betekent). In Woerkum woont ook Tinus' tante Jannie op een boerderij. Hij kan altijd bij haar terecht. Lisa, de nieuwe juffrouw op de lokale basisschool, vindt dokter Tinus leuk en omgekeerd, maar doordat dokter Tinus niet zo goed is in het oppikken van signalen en bovendien tactloos is, blijven ze er steeds een beetje omheen draaien. Wanneer ze in aflevering 6 eindelijk met elkaar zoenen, vraagt dokter Tinus of Lisa niet mogelijk last heeft van de Gastro-oesofageale refluxziekte, met andere woorden: haar adem stinkt. Dit wordt hem niet in dank afgenomen en de zoen lijkt geen vervolg te krijgen, maar aan het einde van de laatste aflevering van seizoen 1 zoenen ze toch weer met elkaar.
De angst voor menselijk bloed probeert dokter Tinus verborgen te houden voor de inwoners van Woerkum. Wel vertelt hij het in vertrouwen aan een van zijn patiënten. In aflevering 6 komen de inwoners er achter dat dokter Tinus niet tegen bloed kan. Hij wordt door het hele dorp belachelijk gemaakt, er worden grapjes met hem uitgehaald en het komt zelfs op de lokale radio. Dokter Tinus denkt dat zijn patiënt het heeft doorverteld, maar uiteindelijk blijkt dat een oud-student uit Amsterdam degene is die de roddel heeft verspreid. In die aflevering krijgt Bas (een jongetje uit het dorp) een inwendige bloeding en wanneer ze niet op tijd in het ziekenhuis kunnen komen, besluit dokter Tinus hem in de ambulance te opereren. Wel waarschuwt hij van tevoren dat het kan zijn dat hij moet overgeven.
Als hij de kans krijgt om terug te keren als chirurg, vertelt Lisa hem dat ze zwanger van hem is. Deze nieuwe situatie is moeilijk voor hem en hij wil het kind eigenlijk helemaal niet. Gedurende haar zwangerschap wordt Lisa veel geholpen door tante Jannie. Lisa woont echter in een hotel, iets waar iedereen tegen is. Als de baby geboren wordt, krijgt tante Jannie een ongeluk en overlijdt. Op de begrafenis komt tante Martha opdagen, de zus van Jannie en Tinus' vader. Martha erft Jannies boerderij en besluit er te gaan wonen.
In aflevering 5 van seizoen 4 vraagt Tinus Lisa ten huwelijk. Ze trouwen met elkaar, maar snel botsen hun verschillende karakters weer en besluit Lisa om een tijdje in Spanje te wonen.

## Rolverdeling
Legenda
 = Hoofdrol
 = Bijrol
 = Geen rol
| Thom Hoffman          | Dr. Martinus Elsenbosch    | 8 | 14 | 12 | 14 | 12 | 12 | 72 |
| Juliette van Ardenne  | Kim Franken                | 8 | 14 | 12 | 14 | 12 | 12 | 72 |
| Tygo Gernandt         | Ken Derks                  | 8 | 14 | 12 | 14 | 12 | 12 | 72 |
| Jack Wouterse         | Bert de Groot              | 8 | 13 |    |    |    |    | 64 |
| Rik Hoogendoorn       | Bert de Groot              |   |    | 12 | 13 | 10 | 8  | 64 |
| Jennifer Hoffman      | Lisa de Graaf              | 8 | 14 | 12 | 14 | 12 |    | 60 |
| Ludwig Bindervoet     | Gijs de Groot              | 8 | 9  | 12 |    |    |    | 52 |
| Job Bovelander        | Gijs de Groot              |   |    |    | 12 | 11 |    | 52 |
| Nelleke Zitman        | Stella Hanszen             | 2 | 10 | 9  | 6  | 10 | 9  | 46 |
| Margreet Blanken      | Martha Elsenbosch          |   |    | 3  | 13 | 10 | 11 | 37 |
| Kitty Courbois        | Jannie Elsenbosch          | 8 | 10 | 9  | 1  |    |    | 28 |
| Johanna Hagen         | Jantien Balk               |   |    |    |    | 12 | 12 | 24 |
| Johnny Kraaijkamp jr. | Koos Hanszen               |   |    | 1  | 1  | 5  | 9  | 16 |
| Steyn de Leeuwe       | Hero Marsman               |   |    |    |    | 1  | 9  | 10 |
| Sjaan Duinhoven       | Dr. Renée Thieme           |   |    |    |    | 11 | 2  | 13 |
| Elle van Rijn         | Caroline Bosch             | 4 | 1  |    | 3  | 1  |    | 9  |
| Lieneke le Roux       | Ellen de Graaf             |   |    | 1  | 4  |    | 3  | 8  |
| Mary-Lou van Steenis  | Edith van Zuylen           |   |    | 8  |    |    |    | 8  |
| Serge-Henri Valcke    | Wieger Troost              | 5 | 2  |    |    |    |    | 7  |
| Tina de Bruin         | burgemeester Merel Ophuis  |   |    |    |    |    | 7  | 7  |
| Medi Broekman         | Julie Michielsen           |   | 5  |    |    |    |    | 5  |
| Vincent Visser        | Bas van Deurse             | 3 |    |    |    |    |    | 4  |
| Florian Regtien       | Bas van Deurse             |   | 1  |    |    |    |    | 4  |
| Jolanda van den Berg  | Jolien van Deurse          | 3 |    |    |    | 1  |    | 4  |
| Marit van Bohemen     | Dr. Leonie Zandberg        |   |    |    |    | 1  | 3  | 4  |
| Georgina Verbaan      | Huishoudster Zofia Valeska |   |    |    |    |    | 3  | 3  |
| Kim-Lian van der Meij | Juf Nienke Klaverblad      |   |    |    |    |    | 3  | 3  |